# Маккарти, Джеймс (океанолог)
Джеймс Маккарти (James J. McCarthy) — американский биоокеанолог и морской эколог, специалист по фитопланктону и азотному циклу, а также изменению климата.
Профессор Гарвардского университета, член Американской академии искусств и наук и иностранный член Шведской королевской академии наук.
Лауреат премии Тайлера (2018).

## Биография
Окончил Gonzaga University (бакалавр биологии, 1966). Степень доктора философии получил в Scripps Institution of Oceanography. Занимался в Университете Джонса Хопкинса. С 1974 года работал и преподавал в Гарвардском университете.
В 1982—2002 годах директор музея сравнительной зоологии Гарвардского университета.
В 1986—1993 годах первый председатель International Geosphere-Biosphere Programme.
В 1986—1989 годах редактор-основатель журнала Global Biogeochemical Cycles Американского геофизического союза.
В 1996—2009 годах он и его супруга являлись соглавами Pforzheimer House Гарвардского университета, а затем Маккарти стал его почётным ассоциатом.
Председатель - затем почётный - совета директоров Union of Concerned Scientists.
В 2009 году президент Американской ассоциации содействия развитию науки.
Президентом США Бараком Обамой в 2012 году Джеймс Маккарти был назначен в United States Arctic Research Commission.
В 2001 году сопредседатель МГЭИК, возглавлял её рабочую группу II.
Вице-председатель Northeast Climate Impacts Assessment (2007).
Один из создателей What We Know Initiative Американской ассоциации содействия развитию науки.
Был женат, двое детей.
Автор многих научных работ, публикаций в PLOS One, Nature Communications, Frontiers in Ecology and the Environment. Являлся ключевым автором Arctic Climate Impact Assessment (2004?5).

## Награды и отличия
- New England Aquarium[англ.]’s David B. Stone Award
- Distinguished Alumni Merit Award, Gonzaga University (1993)
- O’Leary Distinguished Scientist Lecture, Gonzaga University (2008)
- Walker Prize, Бостонский музей науки (2008)[7]
- Учёный 2009 года, фонд Гарварда[8]
- Премия Тайлера (2018, совместно с Полом Фальковски)